# Pippa Wilson
Philippa Claire Wilson –conocida como Pippa Wilson– (Southampton, 7 de febrero de 1986) es una deportista británica que compitió en vela en la clase Yngling. 
Participó en los Juegos Olímpicos de Pekín 2008, obteniendo una medalla de oro en la clase Yngling (junto con Sarah Webb y Sarah Ayton). Ganó dos medallas de oro en el Campeonato Mundial de Yngling, en los años 2007 y 2008, y una medalla de oro en el Campeonato Europeo de Yngling de 2008.

## Palmarés internacional
| \| Juegos Olímpicos \| Juegos Olímpicos \| Juegos Olímpicos \| Juegos Olímpicos \| \| Año \| Lugar \| Medalla \| Clase \| \| ------------------ \| ---------------------- \| ---------------- \| ---------------- \| \| 2008 \| Pekín (China) \| Medalla de oro \| Yngling \| \| Campeonato Mundial \| \| \| \| \| Año \| Lugar \| Medalla \| Clase \| \| 2007 \| Cascaes (Portugal) \| Medalla de oro \| Yngling \| \| 2008 \| Miami (Estados Unidos) \| Medalla de oro \| Yngling \| \| Campeonato Europeo \| \| \| \| \| Año \| Lugar \| Medalla \| Clase \| \| 2008 \| Blanes (España) \| Medalla de oro \| Yngling \| |                        |                |         |
| Juegos Olímpicos |                        |                |         |
| Año | Lugar                  | Medalla        | Clase   |
| 2008 | Pekín (China)          | Medalla de oro | Yngling |
| Campeonato Mundial |                        |                |         |
| Año | Lugar                  | Medalla        | Clase   |
| 2007 | Cascaes (Portugal)     | Medalla de oro | Yngling |
| 2008 | Miami (Estados Unidos) | Medalla de oro | Yngling |
| Campeonato Europeo |                        |                |         |
| Año | Lugar                  | Medalla        | Clase   |
| 2008 | Blanes (España)        | Medalla de oro | Yngling |